# Пьотърковски окръг
 Пьотърковски окръг (на полски: Powiat piotrkowski) е окръг в Централна Полша, Лодзко войводство. Заема площ от 1428,74 км2. Административен център е град Пьотърков Трибуналски, който не е част от окръга.

## География
Окръгът обхваща земи от историческите региони Великополша и Малополша. Разположен е в източната част на войводството.

## Население
Населението на окръга възлиза на 91 476 души (2012 г.). Гъстотата е 64 души/км2.

## Административно деление
Административно окръгът е разделен на 11 общини.
Градско-селски общини:
- Община Волбож
- Община Сулейов

Селски общини:
- Община Александров
- Община Воля Кшищопорска
- Община Гожковице
- Община Грабица
- Община Ленки Шляхецке
- Община Мошченица
- Община Ренчно
- Община Розпша
- Община Чарночин

## Фотогалерия
- Сулейов
- Волбож
- Мошченица
- Ренчно
- Чарночин